# Rizos de la Joya
Rizos de la Joya är en ort i Mexiko.   Den ligger i kommunen León och delstaten Guanajuato, i den centrala delen av landet, 300 km nordväst om huvudstaden Mexico City. Rizos de la Joya ligger 1 967 meter över havet och antalet invånare är 2 694.
Terrängen runt Rizos de la Joya är kuperad åt sydost, men åt nordväst är den platt. Runt Rizos de la Joya är det mycket tätbefolkat, med 1 313 invånare per kvadratkilometer. Närmaste större samhälle är León de los Aldama, 9,4 km öster om Rizos de la Joya. Trakten runt Rizos de la Joya består till största delen av jordbruksmark.